# 恩尼斯科西
恩尼斯科西（英語：Enniscorthy）是愛爾蘭共和國的一座城市，位於韋克斯福德郡，是韋克斯福德郡的第二大城市。據2011年人口普查，恩尼斯科西有人口10,838人。恩尼斯科西和法國城市吉蒙是姊妹城市。

## 外部連結
- Enniscorthy Castle website （页面存档备份，存于）
- Enniscorthy Town Council Website